# Desastres em 2015
Esta página lista os fatos e referências dos desastres que aconteceram durante o ano de 2015.

## Janeiro
- 7 de janeiro - Uma série de atentados terroristas ao jornal Charlie Hebdo, e um mercado judaico em Paris, deixa ao menos 19 mortos e 17 feridos, incluindo 3 dos terroristas. Uma policial também foi morta a tiros no sul da capital francesa. Foi o pior ataque terrorista da França desde a Segunda Guerra Mundial.
- 8 de janeiro - Carro-bomba explode em uma rua em Villejuif, subúrbio de Paris, sem deixar feridos.
- 27 de janeiro - Atentado contra Hotel de Luxo deixa oito mortos na Líbia. O Estado Islâmico reivindicou a autoria.
- 29 de janeiro - Atentados contra forças do Egito deixam 25 mortos e 34 feridos no Sinai. O Estado Islâmico reivindicou a autoria.

## Fevereiro
- 4 de fevereiro - O vôo GE235 da companhia TransAsia Airways cai no rio Jilong em Taipei, capital de Taiwan, minutos após a decolagem com 58 pessoas a bordo, deixando 15 passageiros feridos e 40 mortos.[1]
- 15 de fevereiro - Estado Islâmico divulga vídeo em que mostra a decapitação de 21 cristãos egípcios na Líbia.
- 15 de fevereiro - Ataques terroristas contra uma sinagoga e um café, deixa ao menos 2 mortos e 10 feridos, na capital dinamarquesa, Copenhague.
- 22 de fevereiro - Uma balsa naufraga em Bangladesh deixando mortos e desaparecidos.[2]

## Março
- 9 de março - Durante as filmagens do programa de reality show "Dropped" da TV francesa, dois helicópteros colidiram na província de La Rioja, Argentina, provocando a morte de 10 pessoas, entre as quais alguns medalhistas olímpicos.[3]
- 14 de março - Ônibus cai em ribanceira na Serra Dona Francisca, em Joinville, no Norte catarinense, causando a morte de 51 pessoas, entre elas, 11 crianças, na maior tragédia rodoviária do estado.[4]
- 18 de março - Atentado terrorista do Estado islâmico contra o maior museu de Túnis, capital da Tunísia, deixa 21 mortos, a maioria, turistas europeus, e 43 feridos.[5]
- 20 de março - Ataques suicidas do Estado islâmico em mesquitas xiitas, em Saná, capital do Iémen, deixa ao menos 142 mortos e 351 feridos em estado grave.[6]
- 24 de março - O Airbus A320 (D-AIPX) que fazia o vôo 4U9525 da companhia Germanwings com 150 pessoas a bordo, cai na região dos Alpes franceses, sem deixar sobreviventes.[7]

## Abril
- 2 de abril - Um atentado do grupo terrorista al-Shabaab a uma universidade na cidade de Garissa, no Quênia provoca a morte de 147 pessoas.[8]
- 2 de abril - Acidente de helicóptero em Carapicuíba mata cinco pessoas, incluindo Thomaz Alckmin, filho caçula do governador do estado de São Paulo, Geraldo Alckmin.[9]
- 20 de abril - Dois tornados, com ventos que ultrapassaram a velocidade de 200 km/h, atingem os municípios brasileiros de Ponte Serrada,[10] Passos Maia e Xanxerê,[11] em Santa Catarina, deixando duas pessoas mortas e mais de mil desabrigados.[12]
- 25 de abril - Um sismo de magnitude 7,8 na escala Richter, seguido de várias réplicas, atinge o Nepal, Índia, Paquistão e Bangladesh, deixando milhares mortos, sendo o Nepal o país mais atingido.

## Maio
- 29 de maio - Atentado contra a mesquita xiita Al-Anoud deixa 2 mortos e vários feridos no leste da Arábia Saudita. Estado Islâmico assumiu a autoria do ataque.

## Junho
- 26 de junho - Atentados terroristas no Kuwait, na França e na Tunísia deixam dezenas de mortos e centenas de feridos.

## Agosto
- 8 de agosto - Tufão Soudelor causa destruição, feridos e mortes em Taiwan.
- 10 de agosto - Um atentado contra uma delegacia de polícia e o consulado americano em Istambul, na Turquia, causa destruição e mortes.
- 26 de agosto - A repórter Alison Parker e o cinegrafista Adam Ward, jornalistas de uma TV afiliada à rede norte-americana CBS, foram mortos a tiros, enquanto faziam uma entrevista ao vivo no estado da Virgínia, nos Estados Unidos, por um ex-funcionário que morreu ao atirar em si mesmo após perseguição policial.[13]

## Setembro
- 28 de setembro - A Rússia começa bombardeios contra o Estado Islâmico.[14]

## Outubro
- 7 de outubro - Os Estados Unidos realizam um ataque contra um hospital onde atuava a organização Médicos sem Fronteiras, no Afeganistão, deixando dezenas de mortos entre profissionais e pacientes. O ataque, cujos detalhes não ficaram totalmente esclarecidos, foi considerado um erro e crime de guerra.[15]
- 10 de outubro - Atentado terrorista em Ancara causa 102 mortes e mais de 400 feridos, tornando-se no mais mortífero atentado na Turquia.
- 23 de outubro - Furacão Patricia atinge a costa mexicana do Oceano Pacífico, como um dos mais fortes furacões da história, com ventos atingindo velocidade de 325 km/h (202 mph).
- 30 de outubro - Incêndio da discoteca Colectiv em Bucareste causa 32 mortes.
- 31 de outubro - Voo da Kogalymavia, companhia aérea russa, que seguia do Egito para a Rússia, caiu na região do Sinai matando todas as 224 pessoas a bordo.

## Novembro
- 5 de novembro - Rompimento de barragens em Bento Rodrigues em Mariana, Minas Gerais.[16]
- 12 de novembro - Atentados em Beirute no Líbano resultam em 43 mortes.
- 13 de novembro - Atentados em Paris, reivindicados pelo Estado Islâmico em retaliação a ataques franceses na Síria, deixam mais de uma centena de mortos.
- 20 de novembro - Atentados em Bamako no Mali resultam em 22 mortes.
- 24 de novembro - Guerra civil síria: a Força Aérea da Turquia derruba um avião de caça russo no primeiro caso de um membro da OTAN destruindo uma aeronave russa desde os anos 1950.[17]

## Dezembro
- 10 de dezembro - Assassinato da menina Brasileira Beatriz Angélica Mota, morta no dia 10 de dezembro de 2015 na escola onde estudava em Petrolina Pernambuco.